# Cucullia dallolmoi
Cucullia dallolmoi là một loài bướm đêm trong họ Noctuidae.